# Hanna Toll
Hanna Toll, född 23 maj 1973, är en svensk programledare och producent inom radio. Toll var under 1990-talet, tillsammans med Marcus Birro och Jonas Magnusson, programledare för P3-programmet Frank. Toll har senare arbetat som programchef, programledare och producent för flera program i P1, P2, P3 och P4.

## Program i urval
- P3:  Frank, Christer, Morgonpasset, Roll on, P3 Guts
- SVT: Pappa och himlen[1]